# Radanovci
Radanovci es un pueblo ubicado en la municipalidad de Kosjerić, en el distrito de Zlatibor, Serbia.

## Superficie
Posee una superficie de 28,55 kilómetros cuadrados.

## Demografía
Hasta 2011 la población era de 369 habitantes, con una densidad de población de 12,93 habitantes por kilómetro cuadrado.